# Grenivík
Grenivík is een klein plaatsje op IJsland aan de oostelijke oever van de Eyjafjörður fjord. Aan de overkant van de fjord ligt Árskógssandur. Grenivík zelf heeft, behalve de elementaire voorzieningen voor de lokale bevolking (minder dan 280 inwoners), niet veel te bieden. De voornaamste bron van inkomsten is de visserij, ook het toerisme draagt een steentje bij. Aan de zuidzijde van het plaatsje ligt de 261 meter hoge heuvel Þengilhöfði. Ongeveer 10 kilometer zuidelijk ligt het openluchtmuseum Laufás.